# Piz Mitgel
Il Piz Mitgel (3.158 m s.l.m.) è una montagna delle Alpi dell'Albula nelle Alpi Retiche occidentali, in Svizzera (Canton Grigioni).

## Descrizione
La montagna, collocata ad ovest del Corn da Tinizong, si trova tra i comuni di Albula, Bergün Filisur e Surses. Fa parte del Gruppo dei Pizs da Bravuogn.